# Helmut Henig
Helmut Henig (* 12. August 1921; † 4. August 1996) war ein deutscher Fußballspieler. Als Torhüter von Eintracht Frankfurt gewann er in den Runden 1952/53 und 1958/59 in der Fußball-Oberliga Süd zweimal die süddeutsche Meisterschaft.

## Laufbahn

### Erste Etappe, bis 1947
Der mit 16 Jahren 1937 vom VfB Riederwald zur Eintracht Frankfurt gekommene Jugendfußballer sammelte in den Jahren 1939/40 bis 1943/44 seine ersten Erfahrungen im Seniorenbereich in der Gauliga Südwest. Laut Matheja kam er in der Zeit des Zweiten Weltkriegs – anfangs unter Trainer Péter Szabó (1939–31. Mai 1941) – auf 16 Ligaeinsätze für die Eintracht. Als der Krieg vorbei war, machte er eine hektische Phase der Vereinswechsel durch. Am Beginn stand bis November 1945 sein Heimatverein VfB Riederwald, es folgten zwei Monate bei der Eintracht in der ersten Saison der Fußball-Oberliga Süd, in denen er fünf Oberligaeinsätze zu verzeichnen hatte, ehe er sich von Januar bis März 1946 der SG Rot-Weiss im hessischen Amateurbereich anschloss. Dann zog es ihn zum FSV an den Bornheimer Hang, wo er von März 1946 bis Februar 1947 neben Altnationaltorhüter Willibald Kreß für die Schwarzblauen 17 Oberligaspiele absolvierte. Durch seinen erneuten kurzfristigen Wechsel zur TSG Ulm 1846 im März bis zum Rundenende im Juli 1947 kamen in der Saison 1946/47 auch noch 17 Oberligaeinsätze bei Ulm hinzu. Am 6. Juli 1947 hütete er kurz vor Rundenschluss bei der 0:3-Niederlage bei der Eintracht das Tor der Ulmer und traf dabei auf seinen Torhüterkollegen Toni Turek im Gehäuse der Riederwald-Elf. Am 8. Juni war er ein Garant des Ulmer 1:0-Heimerfolges gegen seinen vormaligen Club FSV Frankfurt, wo der „schöne Willibald“ seine immer noch vorhandene Klasse im Tor demonstrierte. Zur Runde 1947/48 fand ein Torhütertausch zwischen Eintracht Frankfurt und Ulm 46 statt: Turek ging nach Ulm und Henig kehrte nach Frankfurt heim.

### Stammtorhüter bei der Eintracht, 1947 bis 1954
Die ersten Jahre spielte Henig mit der Eintracht im Mittelfeld, man kämpfte 1949 (13. Platz) und 1950 (14. Platz) sogar gegen den Abstieg. Die Auslandsreise zur Weihnacht 1950 nach Spanien mit Spielen gegen Atletico Madrid (4:3) und den FC Sevilla (3:5) war dagegen ein freudiges Erlebnis. Erst mit Trainer Kurt Windmann schob sich die Eintracht 1951 – Henig hatte nur in einem der 34 Rundenspiele gefehlt – mit dem achten Rang in das Mittelfeld vor. Zu dem Aufschwung passte auch die am 2. Mai 1951 gestartete USA-Reise. Von der vom Deutsch-Amerikanischen Fußball-Bund (DAFB) organisierten Reise kehrte die Eintracht-Delegation erst am 3. Juni wieder nach Frankfurt zurück und hatte dabei zwischen dem 6. und 30. Mai acht Spiele ausgetragen. In der Saison 1951/52 verbesserte man sich auf den vierten Rang, ehe man 1952/53 mit einem Punkt Vorsprung vor dem Deutschen Meister des Jahres 1952, dem VfB Stuttgart, die Meisterschaft im Süden erringen konnte. In den 15 Heimspielen kam die Eintracht auf zwölf Siege, verlor lediglich bei drei Remispielen drei Punkte. Henig hütete in allen 30 Rundenspielen das Tor des neuen Süddeutschen Meisters.
Auch der Start in die Endrunde glückte durch zwei Erfolge gegen den 1. FC Köln (2:0) und Holstein Kiel (1:0). Vor 68.000 Zuschauern im heimischen Waldstadion setzte sich aber am 17. Mai 1953 der 1. FC Kaiserslautern durch einen Treffer von Ottmar Walter durch und entschied eine Woche später auch das Rückspiel in Ludwigshafen für sich und damit auch den Einzug in das Finale. Im letzten Gruppenspiel mit der Eintracht konnte Henig beim 1. FC Köln am 7. Juni sein Gehäuse torlos halten und wurde von Bundestrainer Sepp Herberger für seine ausgezeichneten Leistungen während der gesamten Saison mit dem Einsatz in der B-Nationalmannschaft am 14. Juni in Düsseldorf gegen Spanien belohnt. Zwei Monate vor seinem 32. Geburtstag feierte er zusammen mit seinen Abwehr-Kameraden aus der Süd-Oberliga, Fritz Rößling und Herbert Erhardt in der Verteidigung, sowie Karl-Heinz Metzner, Fritz Sommer und Richard Gottinger in der Läuferreihe, nach Toren der überragenden Angreifer Alfred Pfaff (Halblinks, 2 Tore) und Hans Schäfer (Linksaußen, 3 Tore) einen eindrucksvollen 5:2-Erfolg. Pfaff, Vereinskollege von Henig und Spielmacher der Eintracht, debütierte am 19. August 1953 in der A-Nationalmannschaft.
Henig selbst stand in einem Testspiel der Nationalmannschaft am 2. September 1953 in Konstanz beim Spiel einer DFB-Auswahl – mit Werner Liebrich, Herbert Erhardt, Herbert Schäfer, Richard Gottinger, Fritz Semmelmann, Bernhard Klodt, Max Morlock, Horst Schade, Alfred Pfaff – gegen eine Schweiz-Auswahl im Tor der mit 2:0 Toren siegreichen Herberger-Elf. Danach gehörte er auch dem vorläufigen Aufgebot für das WM-Qualifikationsspiel am 11. Oktober in Stuttgart gegen das Saarland an, wo dann aber endgültig Toni Turek im Tor stand und Fritz Herkenrath auf der Ersatzbank saß.
Als Titelverteidiger in Süddeutschland reichte es im Jahr der Fußballweltmeisterschaft 1954, nach einem engen Dreikampf mit dem VfB Stuttgart und Kickers Offenbach, zur Vizemeisterschaft. Henig fehlte in einem der 30 Ligaspiele und die Eintracht hatte mit 31 Gegentoren die wenigsten Treffer bekommen. In der wegen des WM-Turniers in der Schweiz aus terminlichen Gründen verkürzt ausgespielten Endrunde um die deutsche Meisterschaft war der Torhüter in den zwei Spielen gegen den 1. FC Kaiserslautern (0:1) und den 1. FC Köln (2:3) im Einsatz, zog sich dann aber aus der Oberliga zurück und wechselte zu Ulm 1846 in die 2. Liga Süd. Bei der Eintracht setzte man in der Folgezeit auf Egon Loy im Tor.

### Ausklang und nochmals Oberliga Süd, 1954 bis 1959
In Ulm verbrachte der Torhüter-Routinier von 1954 bis 1956 zwei Runden in der 2. Liga, ehe er mit seiner Rückkehr nach Hessen zur SG Dietzenbach sein Laufbahnende vorbereitete. So vermutete man, aber der Torhüter aus Leidenschaft kehrte 1957 nochmals als Reservist zur Eintracht zurück. Durch die Verletzung von Stammtorhüter Loy absolvierte der 37-Jährige in der Saison 1958/59 unter Trainer Paul Oßwald die ersten acht Spiele in der Oberliga Süd. Die Eintracht stand mit 11:5 Punkten und 21:9 Toren auf dem vierten Rang. Loy kehrte am 19. Oktober, bei der 1:4-Niederlage bei Bayern München, wieder in das Eintracht-Tor zurück und Henig beendete im Sommer 1959 endgültig nach insgesamt 259 Einsätzen in der Oberliga Süd seine langjährige Laufbahn. Eintracht Frankfurt gewann die Meisterschaft im Süden und holte sich in der Endrunde mit einem 5:3-Erfolg nach Verlängerung gegen Kickers Offenbach die deutsche Meisterschaft.